# التنكيل بما في تأنيب الكوثري من الأباطيل
كتاب التنكيل للمعلمي «التنكيل بما في تأنيب الكوثري من الأباطيل» لعبد الرحمن المعلمي (ت 1386هـ)، من كتب الردود بين العلماء في القرن الرابع عشر الهجري كما يراه كثير من المتخصصين، وهو في أصله رد علمي على كتاب «تأنيب الخطيب على ما ساقه في ترجمة أبي حنيفة من الأكاذيب» لمحمد زاهد الكوثري، وفي أهميته يقول محمد ناصر الدين الألباني: «بيّن فيه بالأدلة القاطعة والبراهين الساطعة... مبرهنًا عليها من كلام الكوثري نفسه في هذا الكتاب العظيم بأسلوب علمي متين، لا وهن فيه ولا خروج عن أدب المناظرة وطريق المجادلة بالتي هي أحسن، بروح علمية عالية، وصبر على البحث والتحقيق كاد أن يبلغ الغاية إن لم أقل: بلغها»، وقد جعل المؤلف كتابه يتكون من مقدمة وأربعة أقسام، كما خاض المؤلف في مسائل علمية متنوعة في الحديث والفقه والاعتقاد، ويعدّ الكتاب من المؤلفات النادرة المعدودة في القرون المتأخرة؛ من حيث التدقيقُ والتحقيقُ وكثرةُ الفوائد، وله عدة طبعات وتحقيقات.

## زمن التأليف
بدأ به في أواخر شهر ربيع الثاني سنة 1366 هـ، وأرسل «الطليعة» للطبع سنة 1368 هـ وطبعت في تلك السنة.

## موضوعات الكتاب
قسم المؤلف الكتاب إلى مقدمة وأربعة أقسام.
فالمقدمة احتوت على خمسة فصول، فذكر في الفصل الأول الغرضَ الأهمَّ من تأليف كتاب التنكيل، وهو ردّ المطاعن الباطلة عن أئمة السنة ورواتها، ثم شرح الأمر الذي اضطرّه إلى ذلك وخطورة هذا الأمر على السّنة.
وفي الفصل الثاني تكلم على الغلوّ في الأفاضل، وأنه هو الذي جرّ الكوثريَّ إلى الطعن في غيره، واتهامهم جميعًا بمعاداة أبي حنيفة. ثم تكلم على كلام العلماء بعضهم في بعض، وما يقع أحيانًا من الشدة في كلامهم، وتخريج ذلك على معنى لطيف، مع عدة أمثلة تشهد لما ذهب إليه المؤلف من المعنى.
وفي الفصل الثالث تكلم على محاولة الكوثري التبرّؤ مما نُسِب إليه من الطعن في أنس بن مالك، وفي هشام بن عروة بن الزبير.
وفي الرابع بحَثَ معه في العُذر الذي ذكره الكوثري في أثَر مسألة القول بخلق القرآن، وأنها هي السبب الذي أوغر صدور المحدّثين على أبي حنيفة، باعتبار أن من قام فيها ينتسبون لمذهب أبي حنيفة، وأجاب المؤلف عن ذلك.
وفي الخامس تكلم المؤلف عن ميول الكوثري المذهبية والثقافية وكيف أثّرت على كتاباته، فهو من أهل الرأي ومن غُلاة المقلّدين في الفقه، ومن مقلّدي المتكلمين، ومن المجارين لكُتّاب العصر، ثم تكلم على كل صفة من هذه الصفات وكيف أثرت على الكوثري فكرًا وسلوكًا.
ثم شرع في أقسام الكتاب الأربعة وهي كالتالي:
القسم الأول: القواعد، وذكر فيه تسع قواعد تتعلق بعلم الجرح والتعديل والكلام على الرواة.
القسم الثاني: التراجم، وذكر في هذا القسم ثلاثا وسبعين ومِئَتي ترجمة مرتبة على حروف المعجم.
القسم الثالث: الفقهيات، وبحث فيه سبع عشرة مسألة، وكان سبب الكلام عليها تعقب الأستاذ الكوثري في كتابه «التأنيب» على الخطيب البغدادي لإيراده أحاديث في ترجمة الإِمام أبي حنيفة من «تاريخ بغداد»، ونقل إنكار بعض المتقدمين على الإِمام بسبب ترك العمل بها وردّها.
القسم الرابع: العقائد (القائد إلى تصحيح العقائد)، جعله المؤلف ردًّا على الكوثري عندما تعرض في كتابه «تأنيب الخطيب» للطعن في عقيدة أهل الحديث، ونبزهم بالمجسمة والمشبهة والحشوية، ورماهم بالجهل والبدعة والزيغ والضلالة، وخاض في بعض المسائل الاعتقادية كمسألة الكلام والإرجاء، فتعقبه المؤلف في هذا كما تعقبه في غيره.

## منهج المؤلف في الكتاب
يتجلى منهج المؤلف في الكتاب في التالي
1. لم يقتصر المؤلف على مقصود التعقّب، بل حرَص أن يكون الكتاب جامعًا لفوائد عزيزة في علوم السنة مما يعين على التبحّر والتحقيق فيها.
2. حرَص على توخّي الحق والعدل واستعمال لغة العلم بعيدًا عن الأسلوب العنيف الذي انتهجه الكوثري في كتابه، غير أن إفراط الكوثري في إساءة القول في الأئمة جرّأه على التصريح ببعض ما يقتضيه صنيعه، كما نص على ذلك أيضًا.
3. كانت تعقّبات المؤلف تختلف من ترجمة إلى أخرى طولاً وقصرًا وبحثًا ونظرًا بحسب ما يقع من الكوثري من الوهم أو الإيهام.
4. طريقته في سياق الترجمة: أنه يذكر أولاً اسم الراوي، ثم عبارة الخطيب من «تاريخ بغداد» - بالجزء والصفحة - التي انتقدها الكوثري وورد فيها اسم الراوي، ثم ينقل كلام الكوثري من كتابه «التأنيب» بالصفحة قائلاً: «قال الأستاذ»، ثم يبدأ بتعقّبه ومناقشته والردّ عليه. هذه طريقته في جميع تراجم الكتاب.
5. جرى المؤلف في كتابه على نمطٍ صعب من التحليّ بأدب النقاش، وجمال العبارة، ومنهاج ثابت من الخلق الحسن والإنصاف للخصم. فقد جرى في طول الكتاب وعرضه على وصف الكوثري بـ (الأستاذ)، وكان عفيف العبارة لم يجرح ولم يبكّت ولم يُجار الكوثريَّ حتى فيما يمكن مجاراته فيه من باب {فَمَنِ اعْتَدَى عَلَيْكُمْ فَاعْتَدُوا عَلَيْهِ بِمِثْلِ مَا اعْتَدَى عَلَيْكُمْ} [سورة البقرة، آية 194] غير أنه قد يشتد في مواضع نادرة جرّأه عليها إساءةُ الأستاذ القول في أئمة السنة.[3]

## أهمية الكتاب وقيمته العلمية
1. أنه جمع بين دفتيه بيان منهج أهل الحديث في تقرير العقيدة، وبحث المسائل الفقهية، وتحرير قواعد الجرح والتعديل، ورد المطاعن عن أئمة السنة وثقات رواتها.وهو فريد في هذا الباب، لا نجد له نظيرًا في منهجه وأسلوبه.
2. الكتاب مرجع مهم للباحثين في علوم مختلفة، يجدون نظرات دقيقة، وتنبيهات على نكت وفوائد، واستنباطات لم يُسبق إليها المؤلف.
3. تحرير قواعد في علوم الحديث والجرح والتعديل بما لا يوجد مثله في عامة المؤلفات، منها: رمي الراوي بالكذب في غير الحديث النبوي، والتهمة بالكذب وأنها على وجهين، ورواية المبتدع وتفصيل القول فيها مع التحقيق.
4. أن فيه ردًّا على شبهات أهل الكلام وأهل الرأي التي يرددونها دائمًا في كتب الكلام والأصول، وقد أطال المؤلف فيه مناقشتهم، ونقل كلام أئمتهم وعقب عليه بما يبطله ويبين وهاءه.
5. وفي القسم الرابع المخصص للعقائد نجد تأصيل منهج أهل الحديث في مسائل الاعتقاد، ونقد مناهج المتكلمين والفلاسفة بسلاحهم، وبيان تناقضهم وتهافتهم، والكلام على مآخذ العقائد ومراتبها.
6. للمؤلف نفس حديثي وفقهي، فكما أنه يتكلم على الأحاديث والآثار الواردة في الباب، ينظر في تعليل وتوجيه المسائل عند الفقهاء ويبين سبب الخلاف بينهم، مع الاحترام للجميع.
7. من أهمِّ ما يميِّز الكتاب والمؤلف أيضًا: الأسلوب العلمي القائم على الأدلة والبراهين، دون تجريح شخص أو القدح في آخر.[4]

## قالوا عن الكتاب
يقول محمد ناصر الدين الألباني في مقدمة تحقيق الكتاب: بيّن فيه بالأدلة القاطعة والبراهين الساطعة تجني الأستاذ الكوثري على أئمة الحديث ورواته ... مبرهنًا عليها من كلام الكوثري نفسه في هذا الكتاب العظيم بأسلوب علمي متين، لا وهن فيه ولا خروج عن أدب المناظرة وطريق المجادلة بالتي هي أحسن، بروح علمية عالية، وصبر على البحث والتحقيق كاد أن يبلغ الغاية إن لم أقل: بلغها، كل ذلك انتصارًا للحق، وقمعًا للباطل، لا تعصبًا للمشايخ والمذهب.
ويقول محققا الكتاب علي العمران ومحمد عزير شمس: فإن كتاب «التنكيل بما في تأنيب الكوثري من الأباطيل» أهم وأكبر كتاب ألفه الشيخ العلامة عبد الرحمن بن يحيى المعلمي (ت 1386) رحمه الله. وهو بأقسامه الثلاثة (الحديث- والفقه - والعقائد) يعدّ من المؤلفات النادرة المعدودة في القرون المتأخرة؛ من حيث التدقيقُ والتحقيقُ وكثرةُ الفوائد، أفصح فيه مؤلفه عن نفَسٍ عالٍ من القدرة على البحث، والتمكّن من نواصي العلوم، والبراعة النادرة فيها، والخوض في لُجَج المشكلات العلمية، وحلها بتحقيق بالغ وتجرّد نادر، يحيط بذلك ويؤازره: قوة الحجة، وإنصاف الخصم، وعلوّ الأسلوب، ولغة معتدلة في النقد والمناظرة.

## طبعات الكتاب
طبع الكتاب أول مرة سنة 1386ه في المكتب الإِسلامي بدمشق، وقام على طبعه وتحقيقه والتعليق عليه محمَّد ناصر الدين الألباني، وقد طبعت معه طليعة التنكيل أيضًا.
وفي سنة 1406ه أخرج المكتب الإِسلامي بدمشق الطبعة الثانية من الكتاب، مع التغيير في ملامحه الخارجية والتصرف في محتواه الداخلي. ثم طبعته مكتبة المعارف في الرياض مصورًا من الطبعة الأولى، وسميت بالطبعة الثانية مع التنبيه على كونها «مصححة منقحة»، وصدرت في سنة 1406. ثم طبع بتحقيق علي العمران ومحمد أجمل الإصلاحي في دار عالم الفوائد عام 1434هـ، وهو ضمن مشروع آثار الشيخ عبد الرحمن المعلمي، ويقع الكتاب في المجلدين العاشر والحادي عشر من المجموع.